# Alexandra Dulgheru
Alexandra Dulgheru (født 30. maj 1989 i Bukarest, Rumænien) er en professionel tennisspiller fra Rumænien.